# 園部惠永子
園部惠永子（そのべ ええこ、1992年 - ）は、日本の美術作家。

## 経歴
1993年、岐阜県岐阜市生まれ。
2017年、武蔵野美術大学造形学部油絵学科油絵コース卒業。

## 展覧会
「芸術は、自由の実験室─夏のアートキャンプ」展

## 受賞
2020年、TARO賞入選。